# Bestuurlijke indeling van Nigeria
Nigeria bestaat sinds 1996 uit 36 staten en een federaal hoofdstedelijk territorium (Federal Capital Territory). Deze 36 staten zijn weer onderverdeeld in 774
lokale bestuursgebieden (Local Government Areas of LGA's).

## Staten
De 36 staten van Nigeria worden vrijwel allemaal bestuurd door een gouverneur, die democratisch wordt gekozen voor een periode van vier jaar, met een maximum van twee van zulke periodes.

### Geschiedenis
Voor en na de onafhankelijkheid in 1960 was Nigeria een federatie van drie regio's; de Northern, Western en Eastern. In 1963 werden er twee provincies van de regio Western afgesplitst om samen de regio Mid-Western te vormen. In 1967 werden de vier regio's vervangen door twaalf staten. Alleen de toen net gevormde regio Mid-Western ontsnapte de herindeling en werd omgevormd tot de gelijknamige staat.
Van 1967 tot 1970 probeerden de gebieden in de staat Mid-Western en de voormalige regio Eastern, zich van Nigeria af te splitsen onder de naam Biafra. In 1976 werden er zeven nieuwe staten gecreëerd, waardoor het totaal op 19 kwam. De Federal Capital Territory, rond de nieuwe hoofdstad Abuja werd ook op dit moment opgericht. In 1987 kwamen er twee nieuwe staten bij, gevolgd door negen nieuwe staten in 1991, waardoor het totaal op 30 kwam. De laatste verandering was in 1996 toen er zes nieuwe staten bij kwamen, waardoor Nigeria nu 36 staten kent.

### Overzicht
| #  | Staat                                  | Hoofdstad     | Kaart              |
| -- | -------------------------------------- | ------------- | ------------------ |
| 1  | Abia                                   | Umuahia       | Staten van Nigeria |
| 2  | Adamawa                                | Yola          | Staten van Nigeria |
| 3  | Akwa Ibom                              | Uyo           | Staten van Nigeria |
| 4  | Anambra                                | Awka          | Staten van Nigeria |
| 5  | Bauchi                                 | Bauchi        | Staten van Nigeria |
| 6  | Bayelsa                                | Yenegoa       | Staten van Nigeria |
| 7  | Benue                                  | Makurdi       | Staten van Nigeria |
| 8  | Borno                                  | Maiduguri     | Staten van Nigeria |
| 9  | Cross River                            | Calabar       | Staten van Nigeria |
| 10 | Delta                                  | Asaba         | Staten van Nigeria |
| 11 | Ebonyi                                 | Abakaliki     | Staten van Nigeria |
| 12 | Edo                                    | Benin City    | Staten van Nigeria |
| 13 | Ekiti                                  | Ado-Ekiti     | Staten van Nigeria |
| 14 | Enugu                                  | Enugu         | Staten van Nigeria |
| 15 | Gombe                                  | Gombe         | Staten van Nigeria |
| 16 | Imo                                    | Owerri        | Staten van Nigeria |
| 17 | Jigawa                                 | Dutse         | Staten van Nigeria |
| 18 | Kaduna                                 | Kaduna        | Staten van Nigeria |
| 19 | Kano                                   | Kano          | Staten van Nigeria |
| 20 | Katsina                                | Katsina       | Staten van Nigeria |
| 21 | Kebbi                                  | Birnin Kebbi  | Staten van Nigeria |
| 22 | Kogi                                   | Lokoja        | Staten van Nigeria |
| 23 | Kwara                                  | Ilorin        | Staten van Nigeria |
| 24 | Lagos                                  | Ikeja         | Staten van Nigeria |
| 25 | Nassarawa                              | Lafia         | Staten van Nigeria |
| 26 | Niger                                  | Minna         | Staten van Nigeria |
| 27 | Ogun                                   | Abeokuta      | Staten van Nigeria |
| 28 | Ondo                                   | Akure         | Staten van Nigeria |
| 29 | Osun                                   | Oshogbo       | Staten van Nigeria |
| 30 | Oyo                                    | Ibadan        | Staten van Nigeria |
| 31 | Plateau                                | Jos           | Staten van Nigeria |
| 32 | Rivers                                 | Port Harcourt | Staten van Nigeria |
| 33 | Sokoto                                 | Sokoto        | Staten van Nigeria |
| 34 | Taraba                                 | Jalingo       | Staten van Nigeria |
| 35 | Yobe                                   | Damaturu      | Staten van Nigeria |
| 36 | Zamfara                                | Gusau         | Staten van Nigeria |
| 37 | Federal Capital Territory (geen staat) | Abuja         | Staten van Nigeria |

## Lokale bestuursgebieden
Elk lokaal bestuursgebied (Local Government Area of LGA) wordt bestuurd door een lokale bestuursraad (Local Government Council) die bestaat uit een voorzitter, die de hoogste uitvoerende functie bekleedt in de LGA, en andere gekozen raadsleden.
De lokale bestuursgebieden hebben meerdere bevoegdheden en verplichtingen die men van de overkoepelende staat overneemt.